# بول غونزاليس
بول غونزاليس (بالإنجليزية: Paul Gonzales) (مواليد 18 أبريل 1964) هو ملاكم أمريكي، مثّل بلاده في الألعاب الأولمبية الصيفية 1984 وحقق الميدالية الذهبية في فئة وزن الذبابة الخفيف.

## روابط خارجية
بول غونزاليس على موقع بوكس ريك (الإنجليزية) (registration required)
- بول غونزاليس على موقع أوليمبيديا (الإنجليزية)